# شهرستان چاسونگ

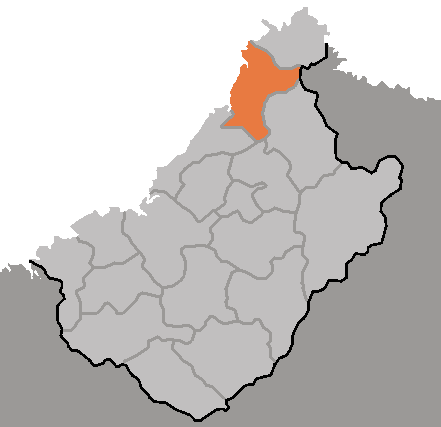
نقشه چاسونگ

شهرستان چاسونگ (به لاتین: Chasong County) شهرستانی در کشور کره شمالی است که در چاگانگ واقع شده‌است.

## خصوصیات
شهرستان چاسونگ ۸٬۳۱۷ نفر جمعیت دارد.